# San Nazzaro Sesia
San Nazzaro Sesia é uma comuna italiana da região do Piemonte, província de Novara, com cerca de 726 habitantes. Estende-se por uma área de 11 km², tendo uma densidade populacional de 66 hab/km². Faz fronteira com Albano Vercellese (VC), Biandrate, Casalbeltrame, Casalvolone, Greggio (VC), Oldenico (VC), Recetto, Villata (VC).

## Demografia
| Variação demográfica do município entre 1861 e 2011                               |
|                                                                                   |
| Fonte: Istituto Nazionale di Statistica (ISTAT) - Elaboração gráfica da Wikipedia |